# A New Empire
《VIVID》는 미국의 가수 에일리의 네번째 정규 앨범이다. 2016년 10월 5일에 발매되었다. 대표곡으로는 〈Home〉과 〈If You〉가 있다.